# 4423 Golden
4423 Golden eller 1949 GH är en asteroid i huvudbältet, som upptäcktes 4 april 1949 av Indiana Asteroid Program vid Indiana University Bloomington med Goethe Link Observatory. Asteroiden har fått sitt namn efter William T. Golden.
Asteroiden har en diameter på ungefär 9 kilometer. Den tillhör asteroidgruppen Cybele.